# Les Parias (film, 2017)
Pour les articles homonymes, voir Les Parias (homonymie) et Parias.
Pour plus de détails, voir Fiche technique et Distribution.
Les Parias (The Outcasts) est un film américain réalisé par Peter Hutchings, sorti en VOD le 14 août 2017.

## Synopsis
Deux élèves d'un lycée, Jodi et Mindi, décident de renverser la cote de popularité de Witney après une énième humiliation.

## Distribution
- Eden Sher : Mindy
- Victoria Justice : Judi
- Claudia Lee (en) : Whitney
- Ashley Rickards : Virginia
- Avan Jogia : Dave
- Peyton Roi List : MacKenzie
- Katie Chang : Claire
- Jazmyn Richardson : Sugar
- Ted McGinley : principal Whitmore
- Will Peltz (en) : Collin
- Jeanette Dilone : Paloma
- Jamie Lee Patronis : Waldo
- Noah Robbins : Martin
- Alex Shimizu : Howard
- Nick Bailey : Rick
- Brock Yurich : Kyle
- Harry Katzman : Louis